# Коломасово
 Коломасово  — деревня в составе Куликовского сельского поселения Теньгушевского района Республики Мордовия.

## География
Находится на расстоянии примерно 16 километров по прямой на запад от районного центра села Теньгушево.

## История
Известна с 1864 года, когда она была учтена как казенная деревня Темниковского уезда из 50 дворов.

## Население
Постоянное население составляло 67 человек (русские 91%) в 2002 году, 38 в 2010 году .